# Lamposaari (ö i Mellersta Finland, Jyväskylä, lat 62,52, long 25,19)
Lamposaari är en ö i Finland. Den ligger i sjön Sahrajärvi och Pienvesi och i kommunen Urais i den ekonomiska regionen  Jyväskylä ekonomiska region  och landskapet Mellersta Finland, i den centrala delen av landet, 260 km norr om huvudstaden Helsingfors. Öns area är 0,7 hektar och dess största längd är 220 meter i nord-sydlig riktning.